# Periquito-de-asa-dourada
Periquito-d'asa-dourada ou periquito-de-asa-dourada (Brotogeris chrysoptera) é uma espécie de ave da família Psittacidae.
Pode ser encontrada nos seguintes países: Bolívia, Brasil, Guiana Francesa, Guiana, Suriname e Venezuela.
Os seus habitats naturais são: florestas subtropicais ou tropicais húmidas de baixa altitude e florestas secundárias altamente degradadas.

## Subespécies
São reconhecidas cinco subespécies:
- Brotogeris chrysoptera chrysoptera (Linnaeus, 1766) - ocorre do Nordeste da Venezuela até as Guianas e na região adjacente do Norte do Brasil;
- Brotogeris chrysoptera tenuifrons (Friedmann, 1945) - ocorre no Norte do Brasil, na região do alto Rio Negro no estado do Amazonas;
- Brotogeris chrysoptera solimoensis (Gyldenstolpe, 1941) - ocorre no Norte do Brasil, na porção do médio Rio Amazonas;
- Brotogeris chrysoptera tuipara (Gmelin, 1788) - ocorre na região Norte do Brasil na região do Rio Tapajós até o Nordeste do Maranhão;
- Brotogeris chrysoptera chrysosema (P. L. Sclater, 1864) – ocorre no Oeste do Brasil, na região do Rio Madeira e em seus tributarios no estado de Mato Grosso.